# Marten (Bułgaria)
Marten (bułg. Мартен) – miasto w Bułgarii, w obwodzie Ruse, w gminie Ruse, nad Dunajem. Według danych szacunkowych Ujednoliconego Systemu Ewidencji Ludności oraz Usług Administracyjnych dla Ludności, 15 grudnia 2018 roku miejscowość liczyła 3616 mieszkańców.

## Historia
Miejscowość została założona pod nazwą Tegra (Tegris, Tigris) w I wieku jako twierdza, która była częścią rzymskiej granicy wzdłuż Dunaju. We wczesnych dokumentach tureckich miejscowość była wzmiankowana jako Maruteni.
Rada Ministrów Republiki Bułgarii nadała Martenowi prawa miejskie 7 sierpnia 2006 roku.

## Zabytki
Do rejestru zabytków zalicza się:
- cerkiew św. Jerzego z 1896 roku
- bibliotekę wybudowaną w 1928 roku